# Zosterop de Tagula
El zosterop de Tagula (Zosterops meeki) és un ocell de la família dels zosteròpids (Zosteropidae).

## Hàbitat i distribució
Habita boscos i clars de les terres altes de l'illa de Tagula, propera al sud-est de Nova Guinea.